# Troglophiloscia silvestrii
Troglophiloscia silvestrii is een pissebed uit de familie Philosciidae. De wetenschappelijke naam van de soort is voor het eerst geldig gepubliceerd in 1929 door Alessandro Brian.